# Karin Eickelbaum

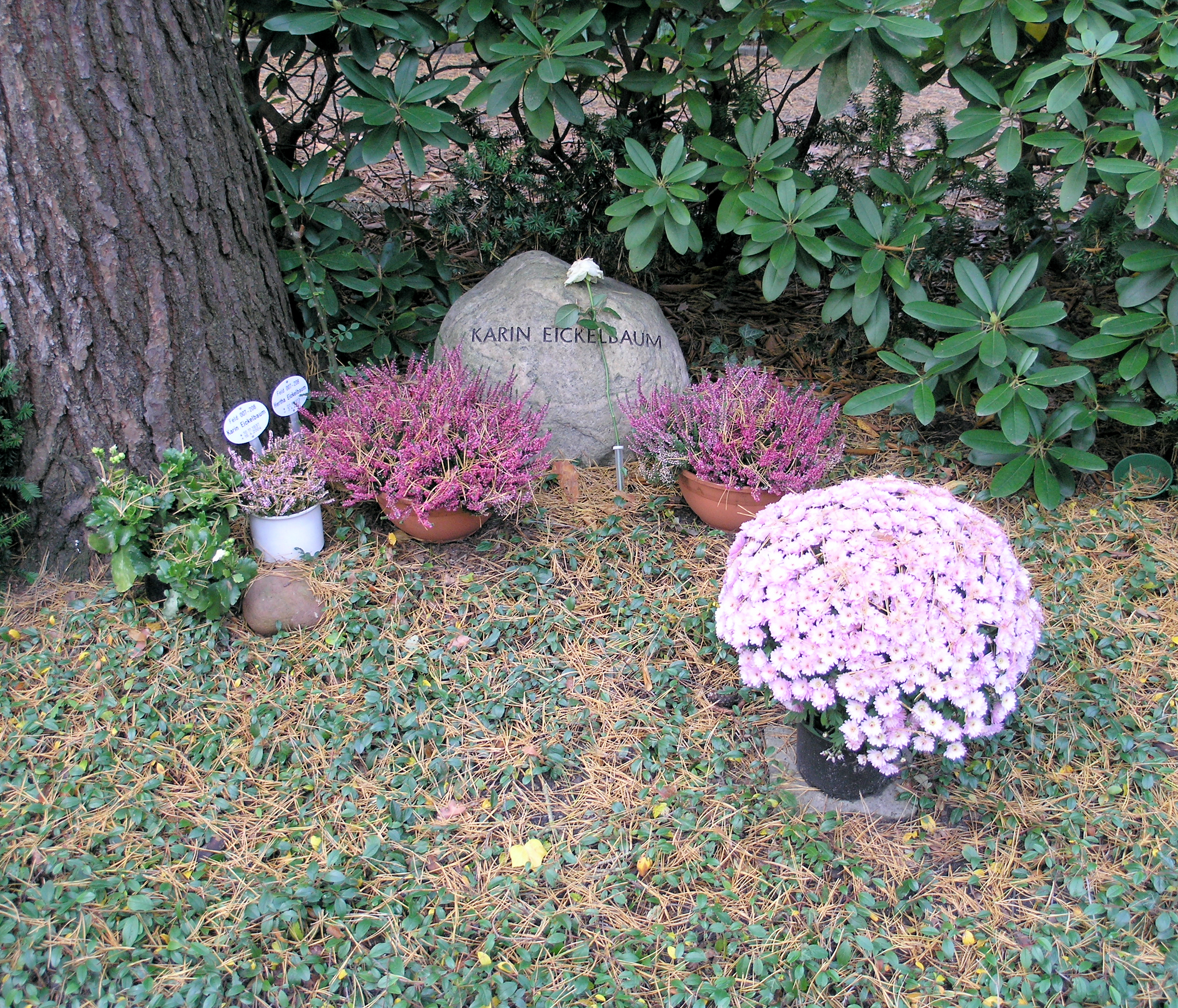
Tumba de Karin Eickelbaum en el Cementerio Waldfriedhof Dahlem de Berlín.

Karin Eickelbaum (10 de noviembre de 1937 - 16 de abril de 2004) fue una actriz teatral, cinematográfica y televisiva de nacionalidad alemana.

## Biografía
Nacida en Delmenhorst, Alemania, era hija de un comerciante.  Estudió en Hannover en la Escuela de Música y Teatro, iniciándose como actriz en teatros de Stuttgart, Mannheim y Múnich. En el Teatro de Cámara de Múnich en 1968 fue Polly en la obra de Bertolt Brecht La ópera de los tres centavos, y en 1972 encarnó a Luise Maske en la pieza de Carl Sternheim Die Hose. Desde mediados de los años 1970 interpretó con frecuencia teatro de bulevar, actuando en Berlín en el Renaissance-Theater y en el Teatro en Kurfürstendamm.
Se dio a conocer a un amplio público con el papel de la esposa del Comisario Heinz Haferkamp en la serie televisiva Tatort. Junto a Hansjörg Felmy trabajó entre 1974 y 1980 en un total de 20 episodios de Tatort. En las décadas de 1980 y 1990 actuó en series televisivas como Liebling Kreuzberg, Ravioli, Der Alte, Elbflorenz y Das Traumschiff, así como en diferentes producciones, entre ellas la cinta Bronsteins Kinder, el telefilm Ein Herz für Laura y Der lange Weg zum Glück, un episodio de la serie Rosamunde Pilcher.
También fue actriz de voz, doblando a Marlene Dietrich en la película de Josef von Sternberg Marruecos.
Hasta mediados de la década de 1970 Eickelbaum estuvo casada con el actor Hans Korte. Tras divorciarse, se casó con el comerciante Knut Tesmer. Ella falleció el 16 de abril de 2004, a los 66 años de edad, en Berlín, a causa de un cáncer. Fue enterrada en el Cementerio Waldfriedhof Dahlem de Berlín.

## Filmografía (selección)
- 1970 : Hurra, unsere Eltern sind nicht da
- 1974 : Tatort (serie TV), episodio Acht Jahre später
- 1974 : Tatort (serie TV), episodio Zweikampf
- 1974 : Tatort (serie TV), episodio Der Mann aus Zimmer 22
- 1975 : Tatort (serie TV), episodio Wodka Bitter-Lemon
- 1975 : Tatort (serie TV), episodio Die Abrechnung
- 1975 : Tatort (serie TV), episodio Treffpunkt Friedhof
- 1976 : Tatort (serie TV), episodio Zwei Leben
- 1976 : Tatort (serie TV), episodio Abendstern
- 1976 : Vier gegen die Bank (TV)
- 1977 : Tatort (serie TV), episodio Spätlese
- 1977 : Tatort (serie TV), episodio Drei Schlingen
- 1977 : Tatort (serie TV), episodio Das Mädchen von gegenüber
- 1978 : Tatort (serie TV), episodio Lockruf]
- 1978 : Tatort (serie TV), episodio Der Feinkosthändler
- 1979 : Tatort (serie TV), episodio Die Kugel im Leib
- 1979 : Tatort (serie TV), episodio Schweigegeld
- 1980 : Tatort (serie TV), episodio Schußfahrt
- 1980 : Tatort (serie TV), episodio Schönes Wochenende
- 1980 : Kein Geld für einen Toten (TV)
- 1981 : Das Traumschiff (serie TV), episodio Die erste Reise: Karibik
- 1982 : Schuld sind nur die Frauen (TV)
- 1983 : Ravioli (serie TV)
- 1988 : Liebling Kreuzberg (serie TV)
- 1991 : Bronsteins Kinder
- 1992 : Der Alte (serie TV), episodio Das Foto
- 1992 : Ein besonderes Paar (serie TV)
- 1992 : Tatort (serie TV), episodio Verspekuliert
- 1994 : Der Alte (serie TV), episodio Nichts geht mehr
- 1994 : Elbflorenz (serie TV)
- 2000 : Ein Scheusal zum Verlieben (TV)
- 2003 : SOKO 5113 (serie TV), episodio Der letzte Tanz
- 2005 : Glück auf halber Treppe (TV)

## Radio
- 1957 : Das Konzert, de Hermann Bahr, dirección de Fritz Schröder-Jahn (SDR)